# 怀塔哈企鹅
怀塔哈企鹅（學名：Megadyptes antipodes waitaha）是黄眼企鹅的一个滅絕的亚种，於2008年11月期間不經意地在研究紐西蘭的黃眼企鵝時識別出來。奧塔哥大學及阿德萊德大學的研究團體將一批500年及100年前的企鵝腳骨與現存的企鵝標本進行比對，預期所有腳骨均屬於已知的黃眼企鵝。但500年前的這一批腳骨，卻出現了不同的DNA排序，普遍大小也比黃眼企鵝小10%，被认为是一種與黃眼企鵝相近但卻獨立的新種。而2019及2022年的后续DNA研究建议将它们归类为黄眼企鹅的亚种M. a. waitaha。
由於當地毛利人對它全無紀錄，因此研究團體估算怀塔哈企鹅應在公元1300年－1500年間面臨絕種，大約是稍遲於毛利人到達紐西蘭的時間。是次報告發表在英國科學期刊《皇家學會報告》上。